# Sklerorzechówka wiązkowa
Sklerorzechówka wiązkowa (Sclerencoelia fascicularis (Alb. & Schwein.) Pärtel & Baral) – gatunek grzybów z rodziny twardnicowatych (Sclerencoeliaceae).

## Systematyka i nazewnictwo
Pozycja w klasyfikacji według Index Fungorum: Sclerencoelia, Sclerotiniaceae, Helotiales, Leotiomycetidae, Leotiomycetes, Pezizomycotina, Ascomycota, Fungi.
Po raz pierwszy opisali go w 1805 r. Johannes Baptista von Albertini i Lewis David von Schweinitz, nadając mu nazwę Peziza fascicularis. Obecną, uznaną przez Index Fungorum nazwę nadali mu w 2016 r. Kadri Pärtel i Hans Otto Baral, przenosząc go do rodzaju Sclerencoelia. Ma kilkanaście synonimów. Niektóre z nich:
- Encoelia populnea (Pers.) J. Schröt. 1893
- Phibalis fascicularis (Alb. & Schwein.) Wallr. 1833

Polską nazwę zarekomendowała Komisja ds. Polskiego Nazewnictwa Grzybów przy Polskim Towarzystwie Mykologicznym w 2021 r.

## Morfologia
Nie tworzy podkładek. Askokarp typu apotecjum o średnicy 2–3 (–4) mm, wyrastający grupkami z kory drzew. Początkowo jest zamknięty, później otwiera się w nierówne krążkowe struktury pozbawione trzonu. Powierzchnia zewnętrzna skórzasta i czasami niewyraźnie prążkowana, w stanie wilgotnym ciemnobrązowa, w stanie suchym żółtobrązowa z poszarpanym bladokremowym lub białym brzegiem. Parafizy nitkowate, o średnicy ok. 4 µm z maczugowatymi wierzchołkami z jasnobrązową inkrustacją. Worki 75–80 × 8–9 µm, cylindryczno-maczugowate, dość grubościenne, ale nie rozszczepione, z zaokrąglonym lub prawie ściętym wierzchołkiem, 8-zarodnikowe. Askospory w dolnej części worka w jednym rzędzie, w górnej części dwurzędowe, 12–15 × 3–3,5 µm, allantoidalne lub rzadko elipsoidalne, szkliste, bezprzegrodowe, z kulistym ciałkiem refrakcyjnym na każdym biegunie, bez galaretowatej otoczki i przydatków.

## Występowanie i siedlisko
Sklerorzechówka wiązkowa występuje w Ameryce Północnej, Europie i Azji. W Europie jest szeroko rozprzestrzeniona. W Polsce podano wiele stanowisk, a najbardziej aktualne podaje internetowy atlas grzybów. Znajduje się w nim na liście gatunków zagrożonych i wartych objęcia ochroną.
Nadrzewny grzyb saprotroficzny, w Polsce notowany na martwych pniach i gałęziach drzew liściastych.